# 캅카스두더지
캅카스두더지(Talpa caucasica)는 두더지과에 속하는 포유류의 일종이다. 러시아의 토착종이다.